# Kerbschlagbiegeversuch

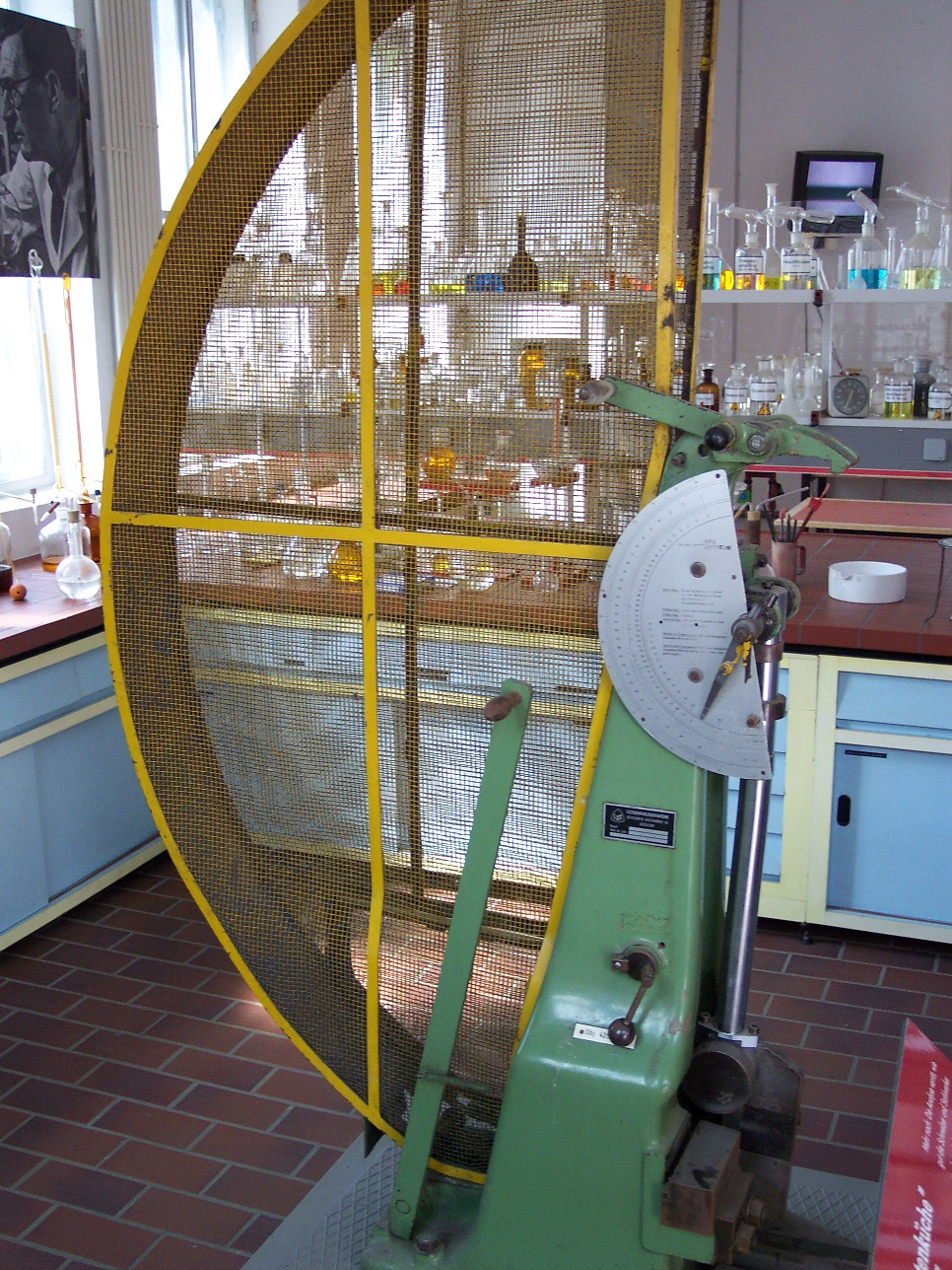
Gerät für den Kerbschlagbiegeversuch

Skizze zum Kerbschlagbiegeversuch

Probe mit V-Kerbe

Der Kerbschlagbiegeversuch ist ein 1905 vom französischen Werkstoffwissenschaftler Georges Charpy eingeführtes Verfahren der Werkstoffprüfung, um relativ schnell und einfach die Zähigkeit von Werkstoffen zu charakterisieren, speziell die Kerbschlagzähigkeit bei hoher Verformungsgeschwindigkeit.
Dazu wird ein länglicher Quader, der einseitig gekerbt ist (meist V-, seltener U-Kerbe), bei unterschiedlichen Temperaturen einer  Schlagbeanspruchung ausgesetzt.
Die üblichste Variante ist der Charpy-Kerbschlagbiegeversuch nach DIN EN ISO 148-1 (für metallische Werkstoffe) bzw. DIN EN ISO 179-1 (für Kunststoffe). Daneben existieren weitere Vorschriften, wie die Prüfung nach Izod (ISO 180) oder nach Dynstat (DIN 53435).

## Versuchsablauf
Der Versuch besteht darin, dass ein Pendelhammer mit einer bestimmten kinetischen Energie auf die ungekerbte Rückseite der Probe trifft und sie dabei zerschlägt. Dabei wird im Moment des Aufschlagens auf die Probe ein Teil der kinetischen Energie des Hammers durch Verformungsprozesse in der Probe absorbiert. Der Betrag dieser Energie ist je nach Material und Temperatur unterschiedlich. Entsprechend der Energie, die während des Zerschlagens von der Probe absorbiert wird, schwingt der Pendelhammer auf der anderen Seite weniger hoch. Würde er ohne eingelegte Probe durchschwingen, würde er nahezu dieselbe Höhe wie am Startpunkt erreichen. Ermittelt wird somit die Kerbschlagarbeit {\displaystyle W} in Joule, für einen bestimmten Werkstoff bei einer bestimmten Temperatur.
{\displaystyle W={m\,g\,(h'-h)}}
{\displaystyle W}: Kerbschlagarbeit in {\displaystyle \mathrm {J} }
{\displaystyle m}: Masse des Pendelhammers in {\displaystyle \mathrm {kg} }
{\displaystyle g}: Fallbeschleunigung - auf der Erde: {\displaystyle 9{,}81\;\mathrm {m/s^{2}} }
{\displaystyle h'-h}: Fallhöhe abzüglich der Steighöhe des Pendelhammers (Siehe Skizze zum Kerbschlagbiegeversuch)
Die Zähigkeit eines Werkstoffs kann auch ohne Messung durch eine Untersuchung der Bruchfläche einer Probe beurteilt werden. Es werden zwei Grenzfälle unterschieden:
- Verformungsbruch - zerklüftete Bruchflächen, die Ränder haben Stauchungen und Einschnürungen, ein Zeichen für Zähigkeit.
- Trennbruch - ebene Bruchfläche mit unverformten und glatten Rändern, ein Zeichen für Sprödigkeit.

Das Verformungsvermögen eines Werkstoffes kann unter unterschiedlichen Beanspruchungsbedingungen verschieden sein. Deshalb ist die Kenntnis über das Verformungsverhalten des Werkstoffs ein wichtiges Kriterium für die Werkstoffbeurteilung bzw. Werkstoffauswahl. In zahlreichen Fällen hat es sich gezeigt, dass vor allem Werkstoffe mit krz-Gitter, die bei der üblichen Festigkeitsprüfung im (statischen) Zugversuch die Anforderungen erfüllen, in der Praxis zum Beispiel bei mehrachsiger Beanspruchung und tieferen Temperaturen durch Sprödbruch versagen können. Vor Kenntnis der möglichen starken Temperaturabhängigkeit der Zähigkeit sind wiederholt Schiffe (wie z. B. die Liberty-Frachter) bei niedriger Temperatur auf ruhiger See spröde auseinandergebrochen.
Zähigkeit und Sprödigkeit sind also Eigenschaften, die nicht allein vom Werkstoff abhängen, sondern auch von den Beanspruchungsbedingungen wie Spannungszustand, Verformungsgeschwindigkeit und Temperatur (s. Übergangstemperatur). Wegen des Auftretens mehrachsiger und/oder schlagartiger Beanspruchung in der technischen Praxis ist es notwendig, neben Bruchdehnung und Brucheinschnürung, die im Zugversuch bestimmt werden, das Werkstoffverhalten auch unter Sprödbruchbedingungen zu untersuchen.
Die im Kerbschlagbiegeversuch ermittelte Kerbschlagarbeit {\displaystyle W} geht ebenso wie die Verformungskennwerte {\displaystyle A} (Bruchdehnung) und {\displaystyle Z} (Brucheinschnürung) aus dem Zugversuch nicht direkt in die Festigkeitsberechnung ein. Daher ist mit Hilfe dieser Größen nur eine qualitative Aussage bzw. eine Klassifizierung bezüglich des Energieabsorptionsvermögens des Werkstoffs möglich.

## Messverfahren

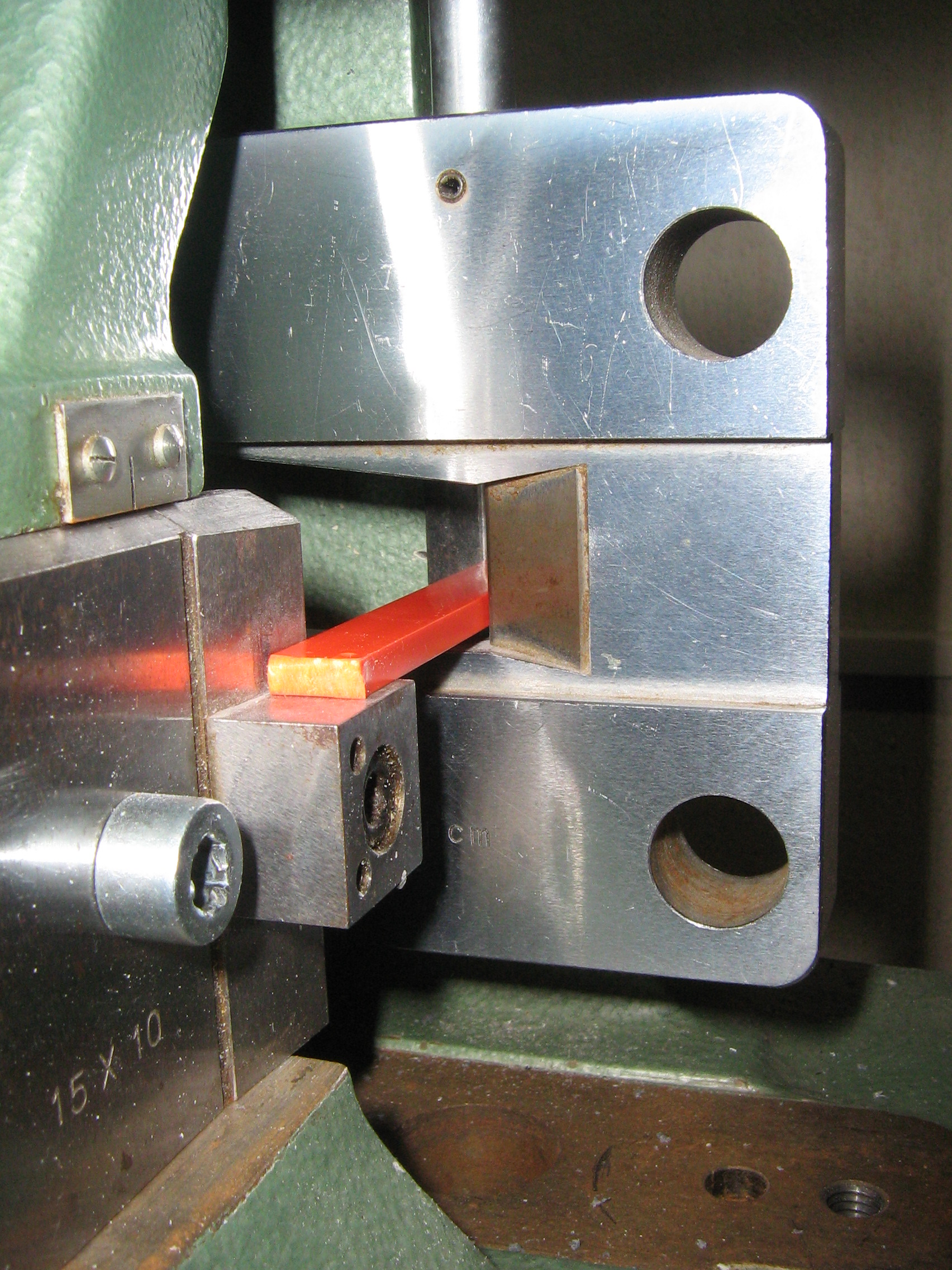
Probenanordnung für die Charpy-Schlagbiegeprüfung an Norm-Kleinstäben nach ISO 179

Grundsätzlich werden zwei Arten von Verfahren unterschieden:
- Prüfungen, bei denen der Prüfkörper an zwei Seiten gelagert ist und das Schlagpendel in der Mitte des Prüfkörpers auf Höhe der Kerbe auftrifft.
- Prüfungen, bei denen der Prüfkörper hochkant steht und das Pendel oberhalb der Kerbe auf das freie Ende der Probe auftrifft.

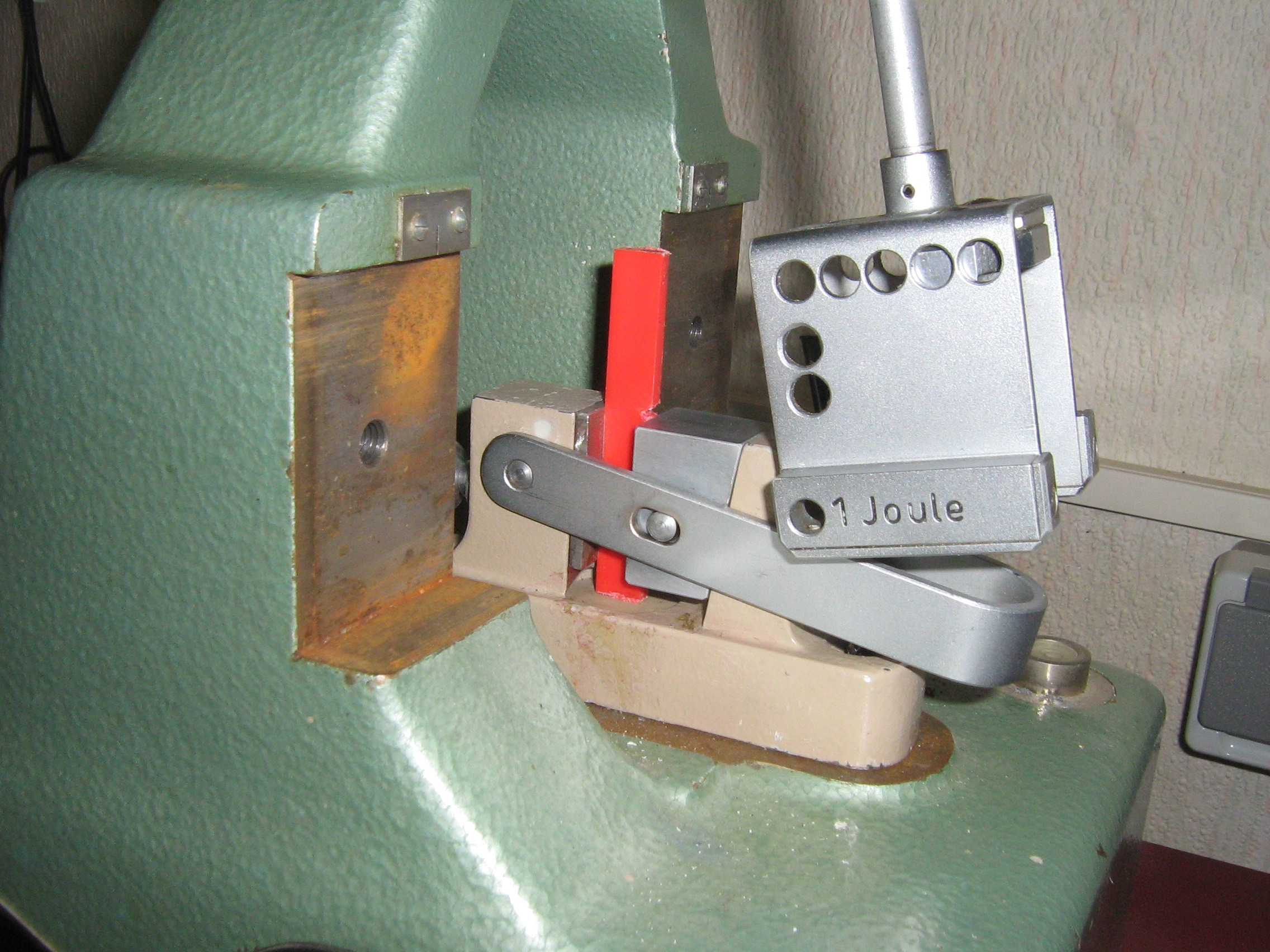
Probenanordnung für die Izod-Kerbschlagbiegeprüfung nach ISO 180

In die erste Gruppe fallen die Prüfungen nach Charpy gemäß ISO 179 und die Schlagbiegeversuche mit Loch- und Doppel-V-Einkerbung gemäß DIN 53 753. Die zweite Gruppe umfasst die Prüfungen nach Izod gemäß ISO 180 und die Prüfung nach Dynstat gemäß DIN 53435. Da für letztere nur sehr kleine Proben (10 mm × 15 mm) benötigt werden, ist sie insbesondere für Bauteilprüfungen geeignet, bei denen Teile geprüft werden, aus denen größere Proben für die anderen Prüfungen nicht entnommen werden können.